# Tatta hitotsu no koi
Tatta hitotsu no koi (たったひとつの恋? lett. "Solo un amore"), conosciuto anche con il titolo in inglese Just One Love, è un dorama giapponese prodotto e trasmesso nel 2006 dalla NTV in 10 puntate.

## Trama
La storia narra essenzialmente di un amore romantico e purissimo tra il figlio di un uomo che gestisce un cantiere di riparazioni navali, in riva al mare, con la figlia del proprietario di un negozio di gioielli molto famoso con molteplici filiali sparse in tutto il paese e facente parte d'una grande catena finanziaria. Lo sfondo di tutta la vicenda è Yokohama, considerata il porto di Tokyo.
Un ragazzo ed una ragazza di estrazioni sociali molto differenti tra loro s'incontrano e s'innamorano: ovviamente, com'era facilmente prevedibile, i loro sentimenti reciproci si trovano a dover cozzare contro un gran numero di ostacoli (esterni ed interni a loro stessi) sullo sfondo di Yokohama, moderna città portuale famosa per la sua atmosfera romantica, dove le giovani coppie vanno per passare una giornata di relax e magari, al tramonto, per confessarsi il loro amore.
Hiroto è cresciuto nella fatica (non ha mai conosciuto gli svaghi normali della gioventù), si trova a dover lavorar duramente ogni giorno, e a volte a far anche gli straordinari di notte, per permetter alla piccola officina fondata dal padre (a da lui ereditata dopo la sua morte) di poter sopravvivere; è difatti indebitata fino al collo. Nonché per mantener la madre ed il fratellino minore, affetti entrambi da più o meno gravi problema di salute: il piccolo soffre di asma, ha problemi cardiaci ed è spesso in carrozzina. Essendo
costretto a viver questo tipo d'esistenza, assumendosi sempre responsabilità più grandi di lui (e fuori da ogni privilegio, comodità e benessere), Hiroto sembra quasi essersi scordato come si fa a sorridere: è molto maturo e serio per la sua età, forse anche un po'  troppo. A volte va di notte a pescar di frodo coi suoi unici amici.
In totale contrasto da lui, Nao è l'unica figlia del gestore d'un popolare negozio di gioielli in una delle strade più alla moda di Yokohama; lei non ha certo problemi economici, anzi, può frequentar tranquillamente l'università senza alcuna preoccupazione. La sua condizione è più che benestante, frequenta un prestigioso ed esclusivo collegio femminile privato; è cresciuta nel lusso potendosi permetter sempre tutto, ogni svago e capriccio le è sempre stato concesso, tra il benestar benevolo della famiglia, nell'amore e nell'allegria, trattata come un fiore.
Ma dal momento in cui Hiroto incontra Nao ad una festa (lui e i suoi amici si erano finti invitati per veder da vicino come
si divertono i ricchi) la sua mente chiusa e sofferente sembra ad un tratto improvvisamente dischiudersi alla gioia: ecco che comincia ad aprirsi lentamente alla vita, affascinato da Nao, così innocente e pura da dire sempre quello che pensa. Un po'  alla volta l'amore farà breccia nel cuore d'entrambi. Si tratta d'un incontro fatale.
I due amici di Hiroto, ognuno per motivi differenti, si troveranno a giocare un ruolo importante, addirittura decisivo nell'evoluzione del loro rapporto riuscirà questo a svilupparsi nonostante la così ampia differenza d'origine? Nonostante il modo radicalmente differente di vita ed esperienze avute? Gli adulti intorno a loro poi cosa ne penseranno? Dovranno scontrarsi ad un certo punto con le posizioni delle rispettive famiglie. Una dolente storia d'amore anche non corrisposto, alla Romeo e Giulietta.

## Personaggi e interpreti
- Kazuya Kamenashi, come Hiroto Kanzaki:
- Haruka Ayase come Nao Tsukioka:
- Kōki Tanaka come Kō Kusano:
- Yūta Hiraoka come Ayuta Ozawa:
- Erika Toda, come Yuko Motomiya:
- Jun Kaname come Tatsuya Tsukioka (fratello di Nao):
- Ryusei Saito come Ren Kanzaki(fratello di Hiroto):
- Kazuo Zaitsu come Yasuhiko Tsusioka(padre di Nao):
- Yoshiko Tanaka come Tsukioka Mitsuko (madre di Nao):
- Kimiko Yo Kanzaki come Akiko (la madre di Hiroto):
- Yoko Oshima (lavora all'officina di Hiroto):
- Hiromasa Taguchi (lavora all'officina di Hiroto):

## Episodi
| Nº | Giapponese 「Kanji」 - Rōmaji                        | In onda          | In onda |
| Nº | Giapponese 「Kanji」 - Rōmaji                        | Giapponese       |         |
| 1  | 「上流と下流の恋」 - Jōryū to karyū no koi           | 14 ottobre 2006  |         |
| 2  | 「手をつないだ」 - Te o tsunai da                    | 21 ottobre 2006  |         |
| 3  | 「もう会わない」 - Mō awa nai                        | 28 ottobre 2006  |         |
| 4  | 「僕の怒り、君の涙」 - Boku no ikari, kimi no namida | 4 novembre 2006  |         |
| 5  | 「君がいなくなる」 - Kimi ga i naku naru             | 11 novembre 2006 |         |
| 6  | 「ふたりの秘密」 - Futari no himitsu                 | 18 novembre 2006 |         |
| 7  | 「でも、僕は」 - Demo, boku wa                       | 25 novembre 2006 |         |
| 8  | 「さよなら」 - Sayonara                              | 2 dicembre 2006  |         |
| 9  | 「きっとまた会える」 - Kitto mata aeru               | 9 dicembre 2006  |         |
| 10 | 「たったひとつの恋」 - Tatta hitotsu no koi          | 16 dicembre 2006 |         |